# LHW
LHW - rozszerzenie do programu LHA i algorytmu bezstratnej kompresji danych stworzony przez Haruyasu Yoshizakiego. Inne rozszerzenia: .LZH .LZS .LZW.